# Problema uno-varios
Problema uno-varios, llamado también problema del uno y varios, la cuestión de si todas las cosas son una o varias. De acuerdo con Platón y Aristóteles, ésta era la cuestión central para los filósofos presocráticos. Quienes respondieron «uno», los monistas, adscribieron a todas las cosas una única naturaleza, como el agua, el aire o la unicidad misma. No parece que les inquietara la noción de que cosas numéricamente diversas tuvieran esta única naturaleza. Los pluralistas, por otra parte, distinguieron varios principios o varios tipos de principios, aunque también mantuvieron la unidad de cada uno de esos principios. Algunos monistas entendieron la unidad de todas las cosas como una negación del movimiento y algunos pluralistas entendieron su tesis como un modo de refutar esa negación. A juzgar por las fuentes de las que disponemos, los griegos se movieron alrededor del problema del uno y varios. En el periodo moderno, la discusión entre monistas y pluralistas se centró en la cuestión de si la mente y la materia constituyen una o dos substancias y, si es una, cuál es su naturaleza.

## Ejemplo
En filosofía, particularmente en ontología, se distingue entre entidades concretas y abstractas. Las entidades concretas son aquellas que tienen una ubicación espacio-temporal específica y pueden percibirse directamente, como objetos físicos o seres vivos. En contraste, las entidades abstractas no tienen presencia física en el espacio ni en el tiempo, pero pueden manifestarse en múltiples instancias diferentes; ejemplos de ello son los números, las propiedades y las especies en biología.
Un ejemplo ilustrativo de esta distinción es el caso de dos perros que coexisten en un mismo hogar. Desde una perspectiva concreta, son dos seres distintos con características individuales. Sin embargo, desde una perspectiva abstracta, ambos pertenecen a la misma categoría, la especie Canis lupus familiaris, que es una entidad conceptual que no está ligada a un lugar o tiempo específicos.
Esta distinción ha sido fundamental en la filosofía para evitar paradojas en la clasificación de los objetos y ha sido utilizada en diferentes disciplinas, desde la metafísica hasta la lógica y la matemática.